# 相対価格
相対価格（そうたいかかく）とは、財やサービスの価格を貨幣による金額で表示するのではなく、基準となる他の財との交換比率であらわす経済学用語。
例えば財Aと財Bが存在している場合に、財Aは100円、財Bは50円であるとする。この場合を財Aで測った財Bの相対価格で表すこととなれば、財Bが1単位あったならばそれはどれだけの財Aと交換できるかということであり、この場合の相対価格というのは50/100=1/2である。